# Gerhard Stahl (Statistiker)
Gerhard Stahl (* 3. August 1957 in Ludwigshafen) ist ein deutscher Risikomanager und Statistiker.

## Leben
Nach dem Studium der Mathematik an der Universität Karlsruhe mit dem Abschluss als Diplom-Mathematiker war er wissenschaftlicher Mitarbeiter an der Universität Heidelberg.
Von 1995 bis 2007 war er beim Bundesaufsichtsamt für das Kreditwesen (BaKred/Berlin) – später Bundesanstalt für Finanzdienstleistungsaufsicht – tätig, wo sein Hauptarbeitsgebiete der Bereich Risikomodellierung war und er die Gruppe Risikomodellierung leitete.  Im Jahr 2006 erhielt er die Ehrenpromotion zum Dr. rer. oec. h. c. der Otto-Friedrich-Universität Bamberg.   Im Jahr 2007 wechselte er zur Talanx AG, wo er stellvertretender Chefrisikomanager (Deputy Chief Risk Officer) – später Chefrisikomanager (Chief Risk Officer) – der Talanx AG und Vorstand der HDI AG war.
Gerhard Stahl lehrte als assoziiertes Mitglied des Instituts für Versicherungswissenschaften der Fakultät Mathematik und Wirtschaftswissenschaften der Universität Ulm, wo er auch Honorarprofessor war.
Im Jahr 2010 wurde er an der Wirtschaftswissenschaftlichen Fakultät der Universität Hannover zum Honorarprofessor ernannt.

## Schriften (Auswahl)
- Mit Stefan Huschens: Nichtparametrische Maximum-Likelihood-Inferenz mit A-priori-Restriktionen. In: Karl-Werner Hansmann, Achim Bachem, Matthias Jarke, Wolfgang E. Katzenberger, Alfred W. Marusev (Hrsg.): Operations Research Proceedings 1992 – Papers of the 21st Annual Meeting of DGOR in Cooperation with ÖGOR. Springer-Verlag, Berlin / Heidelberg / New York / Tokyo 1993, ISBN 3-540-56642-2, S. 374–381, doi:10.1007/978-3-642-78196-4_109.
- Bootstrap bei vager Vorinformation. In: Harald Dyckhoff, Ulrich Derigs, Marc Salomon, Henk J. Tijms (Hrsg.): Operations Research Proceedings 1993. Springer-Verlag, Berlin / Heidelberg 1994, ISBN 978-3-540-57862-8, S. 366, doi:10.1007/978-3-642-78910-6_124.
- Mit Stefan Huschens: Estimation in semiparametric models using an auxiliary model. In: Statistical Papers. Band 36, 1995, S. 313–326, doi:10.1007/BF02926045.
- Three Cheers – Why the Basle Committee’s market risk multiplication factor is fully justified. In: Risk Magazine. Band 10, May, 1997, S. 67–69.
- Mit Rahhal D. Davé: On the Accuracy of VaR Estimates Based on the Variance-Covariance Approach. In: Georg Bol, Gholamreza Nakhaeizadeh, Heinz Vollmer (Hrsg.): Risk Measurement, Econometrics and Neural Networks. Physica, Heidelberg 1998, ISBN 3-933207-15-0, S. 189–232, doi:10.1007/978-3-642-58272-1_11.
- Mit Ludger Overbeck: Stochastische Methoden im Risikomanagement von Kreditportfolios. In: Andreas Oehler (Hrsg.): Credit Risk und Value-at-risk Alternativen. Schäffer-Poeschel, Stuttgart 1998, S. 77–110.
- Jürgen Franke, Gerhard Stahl, Wolfgang Härdle (Hrsg.): Measuring Risk in Complex Stochastic Systems (= Lecture Notes in Statistics. Band 147). Springer, New York 2000, doi:10.1007/978-1-4612-1214-0.
- Mit Wolfgang Härdle: Backtesting beyond VaR. In: Jürgen Franke, Gerhard Stahl, Wolfgang Härdle (Hrsg.): Measuring Risk in Complex Stochastic Systems (= Lecture Notes in Statistics. Band 147). Springer, New York 2000, S. 119–130, doi:10.1007/978-1-4612-1214-0_7.
- Wolfgang Härdle, Torsten Kleinow, Gerhard Stahl (Hrsg.): Applied Quantitative Finance – Theory and Computational Tools. Springer, Berlin / Heidelberg 2002, ISBN 3-540-43460-7, doi:10.1007/978-3-662-05021-7.
- Mit Eckhard Platen: A Structure for General and Specific Market Risk. In: Computational Statistics. Band 18, 2003, S. 355–357.
- Mit Ludger Overbeck: Stochastic Essentials for the Risk Management of Credit Portfolios. In: Kredit und Kapital. Band 36, Nr. 1, 2003, S. 52–81.
- Mit Ernst Eberlein: Both sides of the fence: a statistical and regulatory view on electricity risk. In: Energy & Power Risk Management. September, 2003, S. 34–38.
- Mit Hermann Locarek-Junge: Die Struktur der Mindestanforderungen des Kreditgeschäftes aus prozessorientierter Sicht. In: Andreas Rathgeber, Hermann-Josef Tebroke, Martin Wellmeier (Hrsg.): Finanzwirtschaft, Kapitalmarkt und Banken – Festschrift für Manfred Steiner. Schäffer-Poeschl, Stuttgart 2003, S. 429–442.
- Mit Stefan Huschens: Granularität dominiert Korrelation. In: Risknews. Band 1, Nr. 6, 2004, S. 28–29, doi:10.1002/risk.200490142.
- Mit Stefan Huschens: A General Framework for IRBA Backtesting. In: Bank-Archiv – Zeitschrift für das gesamte Bank- und Börsenwesen. Band 53, April, 2005, S. 241–248.
- Mit Wolfgang Härdle, Zdeněk Hlávka: On the appropriateness of inappropriate VaR models. In: Allgemeines Statistisches Archiv. Band 90, Nr. 2, 2006, S. 273–297, doi:10.1007/s10182-006-0234-0.
- Mit Stefan Jaschke, Richard Stehle: Value-at-risk forecasts under scrutiny - The German experience. In: Quantitative Finance. Band 7, Nr. 6, 2007, S. 621–636, doi:10.1080/14697680600999104.
- Mit Philipp Sibbertsen, Corinna Luedtke: Measuring model risk. In: Journal of Risk Model Validation. Band 2, Nr. 4, 2008, S. 65–81, doi:10.21314/JRMV.2008.029.
- Mit Philip Bertram, Philipp Sibbertsen: About the Impact of Model Risk on Capital Reserves: A Quantitative Analysis. In: Journal of Risk. Band 17, Nr. 6, 2011, S. 69–97, doi:10.21314/JOR.2015.312.
- Mit Thomas Knispel, Stefan Weber: From the Equivalence Principle to Market Consistent Valuation. In: Jahresbericht der  Deutschen Mathematiker-Vereinigung. Band 113, 2011, S. 113–172, doi:10.1365/s13291-011-0022-y.
- Christoph Bennemann, Lutz Oehlenberg, Gerhard Stahl (Hrsg.): Handbuch Solvency II – von der Standardformel zum Internen Modell, vom Governance-System zu den MaRisk VA. Schäffer-Poeschel, Stuttgart 2011, ISBN 978-3-7910-2430-1.
- Mit Rüdiger Kiesel, Robin Rühlicke, Jinsong Zheng: The Wasserstein Metric and Robustness in Risk Management. In: Risks. Band 4, Nr. 3, 2016, S. 32, doi:10.3390/risks4030032.
- Model Uncertainty in a Holistic Perspective. In: Jan Kallsen, Antonis Papapantoleon (Hrsg.): Advanced Modelling in Mathematical Finance – In Honour of Ernst Eberlein. Springer, Cham 2016, ISBN 978-3-319-45873-1, S. 189–215, doi:10.1007/978-3-319-45875-5_9.
- Mit Matthias Scherer: The standard formula of Solvency II: a critical discussion. In: European Actuarial Journal. Band 11, 2021, S. 3–20, doi:10.1007/s13385-020-00252-z.
- Mit Stefan Huschens: Model Risk as Multiplicative Risk Factor. In: Tony Klein, Sven Loßagk, Mario Straßberger, Thomas Walter (Hrsg.): Modern Finance and Risk Management – Festschrift in Honour of Hermann Locarek-Junge (= Transformations in Banking, Finance and Regulation. Band 4). World Scientific, London 2022, ISBN 978-1-80061-190-0, S. 173–196, doi:10.1142/9781800611917_0011 (E-Book-ISBN 978-1-80061-192-4).